# Carcharhinus dussumieri
Carcharhinus dussumieri (Müller & Henle, 1839) è una specie di squalo del genere Carcharhinus e della famiglia Carcharhinidae.

## Areale
Vivono nell'area indopacifica occidentale: dal Golfo Persico al Mar Arabico, poi tra il Golfo di Oman ed il Pakistan sino a Giava, l'Indonesia, il Mare degli Arafura. Sono presenti anche nella fascia pacifica compresa tra il Giappone a nord sino all'Australia a sud.

## Habitat
Abitano il reef sino a profondità registrate di circa 170 metri. La specie è comune, ma non molto conosciuta e vive in aree sotto costa al di sopra di piattaforme continentali ed insulari.

## Aspetto
Raggiungono lunghezze massime di circa 120 cm . Il dorso è grigiastro o grigio bruno, il ventre biancastro. Sulla punta della seconda pinna dorsale è presente un punto nero. A volte è confuso con il Carcharhinus sealei, che possiede anch'esso un'unica macchia nera sulla punta della seconda pinna dorsale.

## Biologia

### Dieta
Si nutrono principalmente di pesci, ma anche di cefalopodi e crostacei

### Riproduzione
La specie è vivipara. Le femmine partoriscono da uno a quattro (in genere 2) cuccioli per volta.

## Interazioni con l'uomo
Viene catturato da pescherecci di piccole dimensioni e commerciato per il consumo umano. Anche le pinne sono sfruttate per il commercio .